# Fabia Numantina
Fabia Numantina pertenecía a la patricia gens Fabia. Generalmente se cree que era hija de Paulo Fabio Máximo y Marcia, una prima hermana materna de Augusto; también es posible que fuera hija del hermano de Paulo, Africano Fabio Máximo.

## Matrimonios
Fabia Numantina se casó dos veces: la primera con Sexto Apuleyo, medio sobrino nieto de Augusto, con quien tuvo un hijo, también llamado Sexto Apuleyo. Este niño murió joven, y Fabia lo describió en su lápida como 'último de los Apuleyos'.
El segundo marido de Fabia fue Marco Plaucio Silvano, pretor en el 24 d. C. Era hijo de Marco Plaucio Silvano, que había sido cónsul en el 2 a. C., y de Larcia. Sin embargo, Fabia y Silvano parecen haberse divorciado antes de la pretura de Silvano, ya que por entonces se había casado con una mujer llamada Apronia, a quien aparentemente asesinó arrojándola por una ventana.
Poco después del asesinato de Apronia, Fabia fue "acusada de haber causado la locura de su marido mediante encantamientos y pociones mágicas", pero fue absuelta.

## Otros hijos
No está claro si Fabia tuvo más hijos además de Sexto Apuleyo. Pudo haber sido la madre de un joven llamado Fabio Numantino, quien fue admitido en un colegio sacerdotal en tiempos de Nerón.